# Штоль, Адам
Адам Микаэль Свен Штоль (швед. Adam Mikael Sven Ståhl; 8 октября 1994 года, Мальмё) — шведский и финский футболист, полузащитник клуба «Юргорден» и сборной Финляндии.

## Клубная карьера
Адам Штоль начинал свою карьеру футболиста в клубе шведского Первого дивизиона «Норрбю». По итогам сезона 2016 команда вышла в Суперэттан. 16 апреля 2017 года Штоль дебютировал во второй по значимости лиге Швеции, выйдя в основном составе в домашнем поединке против «Треллеборга». Спустя месяц он забил свой первый гол в рамках Суперэттан, открыв счёт в гостевом матче с «Хельсингборгом».
С начала 2018 года Адам Штоль выступает за «Карабюкспор». 29 января того же года он дебютировал в турецкой Суперлиге, выйдя на замену после перерыва в гостевой игре против команды «Истанбул Башакшехир». Летом вернулся в Швецию, в курдский клуб «Далкурд», а зимой перебрался в «Сириус».